# Traumaband
Een ‘traumaband’ of ‘traumabond’ (in het Engels ‘traumatic bond’) is een diepgewortelde band die een slachtoffer van mishandeling kan hebben met zijn of haar mishandelaar. Centraal hierin staat de hechting van het slachtoffer. Het kan iedereen overkomen. Mensen met een complexe posttraumatische stressstoornis hebben wel meer kans op het ontwikkelen van een traumaband. Dit komt in essentie, omdat zij gehecht zijn geraakt aan onveiligheid. Onbewust tracht iemand soms hiermee de diepe wond uit het verleden op te zoeken om het te kunnen helen. Wanneer er sprake is van mishandeling, ligt dat echter buiten de controle van de persoon die wordt mishandeld. Hierdoor kan een vicieuze cirkel ontstaan van laag zelfbeeld, emotionele afstomping, fysieke en mentale klachten en de wil om de mishandelaar te veranderen. 
Het is voor iemand met een traumaband niet makkelijk de mishandelaar te verlaten, omdat gevoelens van schuld en afhankelijkheid overheersen. Dit wordt meestal bewerkstelligd door manipulatie door de mishandelaar. Iemand kan het gevoel hebben niet zonder de mishandelaar te kunnen (vergelijkbaar met een verslaving). Vaak heeft iemand al meerdere pogingen gedaan om de relatie te verbreken, maar keert toch telkens terug. Uit onderzoek blijkt dat gevoelens van schuld, schaamte en een laag zelfbeeld (ontstaan of in stand gehouden door de mishandeling) tot zes maanden na het verlaten van de mishandelaar kunnen aanhouden, wat de kans groter maakt dat slachtoffers terugkeren. Ook het aanjagen van angst voor de gevolgen wanneer het slachtoffer zou vertrekken, kan ervoor zorgen dat deze toch blijft. 
Belangrijk is hierbij te benoemen dat mishandelaars met name bij een traumaband vaak niet enkel mishandelen, maar dit afwisselen met periodes van (al dan niet geveinsde) liefde richting het slachtoffer. Wanneer dit bewust is, als vorm van manipulatie, is dat een extra vorm van mishandeling. Juist dit cyclische patroon en daarbij de schuld van de mishandeling bij het slachtoffer neerleggen (‘als jij je gedraagt zoals ik wil, ben ik wèl lief voor je’) zorgt er namelijk voor dat het slachtoffer blijft hopen dat de mishandeling uiteindelijk stopt en de liefdevolle of rustige periodes blijven. De vorm van de mishandeling en de ernst ervan maken niet uit voor de vorming van een traumaband. Het gedrag van de mishandelaar wordt vaak gebagatelliseerd door het slachtoffer richting zijn of haar omgeving. Het verdedigen van de mishandelaar is een kenmerk van de traumaband. Dit kan zorgen voor verwarring bij de omgeving. 
Op zich is het goed om te vermelden dat iemand die mishandelt, meer kanten heeft. Het schadelijke gedrag kan echter beter niet beloond worden met ‘blinde loyaliteit’. De mishandelaar zou wel gestimuleerd kunnen worden om professionele hulp te zoeken om het gedrag aan te passen en de diepere oorzaken voor het gedrag te achterhalen. Het probleem zit hem in de psychische, emotionele of fysieke schade voor het slachtoffer in combinatie met het onvermogen of de onwil van de dader om te veranderen, ondanks eventuele beloftes. Een traumaband kan een leven lang aanhouden wanneer deze niet bewust wordt gezien en aangepakt door het slachtoffer zelf.

## Tekenen van een traumaband
Personen die in een traumaband zijn verwikkeld, kunnen zelf vaak niet precies benoemen waarom ze nog bij de mishandelende persoon blijven. Zij zijn niet goed in staat om de leuke kanten van de ander op te sommen.
Zij vertonen verder vaak de volgende kenmerken:
- Meegaan met de verklarende redenatie van de mishandelende persoon.
- Het gedrag van de mishandelende persoon proberen te verbergen voor de omgeving.
- Zich distantiëren van (of in discussie gaan met) personen die proberen te helpen.
- Het opnemen voor de mishandelende persoon tegenover derden.
- Onwil of terughoudendheid om de mishandelende persoon te verlaten.

Een persoon die vastzit in een traumaband kan hierdoor bijvoorbeeld uitspraken doen als:
- ’Hij/zij doet enkel zo omdat hij/zij van mij houdt.’
- ’Hij/zij heeft gewoon heel erg veel stress.’
- ’Het ligt aan mij, ik maak hem/haar boos.’
- ’Je bent gewoon jaloers, wij horen bij elkaar.’

Het kan zelfs voorkomen dat slachtoffers het gedrag van de mishandelaar zelf gaan kopiëren richting anderen.

## Behandeling
Een traumaband is geen stoornis die is opgenomen in de DSM of de International Statistical Classification of Diseases and Related Health Problems (ICD). Het fenomeen kan hierdoor niet als zodanig worden gediagnosticeerd. De theorie is dat educatie over wat een traumaband is, het herkennen van vormen van mishandeling, het bijhouden van het gedrag van de mishandelende persoon (logboek), het bespreken van het gedrag met een vertrouwenspersoon (zonder inmenging van de mishandelaar), het toepassen van EMDR op heimwee naar mooie momenten en het beperken (en waar mogelijk verbreken) van het contact allemaal kan helpen bij het breken van de traumaband.
Zie ook de behandeling bij complexe posttraumatische stressstoornis.

## Stockholmsyndroom
Het Stockholmsyndroom is een specifieke variant van een traumaband. Hierbij is er doorgaans sprake van een onvrijwillige situatie, zoals een gijzeling. Een traumaband kan zich daarentegen ontwikkelen gedurende een ongelijkwaardige, maar vrijwillige (partner)relatie waarin mishandeling een rol speelt of bij een mishandeld kind.

## Trivia
De term 'traumaband' wordt ook gebruikt voor een hulpmiddel dat wordt gebruikt als aanvulling op een klimgordel, om te voorkomen dat bloedvaten van de benen langdurig worden afgekneld.
Mannen die slachtoffer zijn van huiselijk geweld, zoeken minder snel hulp, spreken zich minder duidelijk uit en hebben meer last van (angst voor) vooroordelen. Dit kan de traumaband juist verder versterken of tenminste het doorbreken ervan bemoeilijken.